# Шавуот
Шавуот (на иврит: שבועות, „седмици“) е празник в юдаизма, един от трите главни празника Шалош Регалим (наред с Пасха и Сукот), на които, следвайки изискванията на Петокнижието, древните евреи са извършвали поклонничество в Йерусалимския храм.
Първоначално Шавуот е земеделски празник, свързан с началото на събирането на реколтата, но по-късно с него започва да се отбелязва получаването на Тората от Бог и неговото почитане като носител на откровение. Основните ритуали на Шавуот са свързани с принасяните в Храма жертви, а след неговото разрушаване през 70 година е прекратяването на жертвоприношенията празникът заема второстепенно положение.
Празникът е 7 седмици след Песах и по време на библейските времена е съвпадал с жътвата. На Шавуот се ядат млечни продукти, домовете и синагогите се украсяват със зеленина, изучава се Тората цяла нощ и се чете книга Рут. На този ден евреите обикновено се обличат в бяло, което символизира чистотата.
В християнството празникът Шавуот е трансформиран в Петдесетница, когато се отбелязва явяването на Светия Дух пред събраните последователи на Иисус Христос.